# Lorraine Pilkington
Pour les articles homonymes, voir Pilkington.
 Lorraine Pilkington est une actrice irlandaise née le 1er janvier 1975, essentiellement connue pour « Lulu » dans Human Traffic.

## Filmographie

### Cinéma
- 1996 : Last of the High Kings : Jayne Wayne
- 1999 : Human Traffic : Lulu
- 2001 : My Kingdom : Tracy
- 2006 : In A Day : Ashley Branstead
- 2012 : What Richard Did de Lenny Abrahamson : Katherine Karlsen

### Télévision
- 1991 : L'Irlandaise : Irène Mc Coy
- 2000 : Monarch of the Glen (en) : Katrina
- 2003 : The Clinic : Susie Cassidy (RTÉ One)
- 2006 : After Thomas : Rachel
- 2007 : Rough Diamond : Yolanda Carrick (RTÉ One)
- 2008 : Britannia High : Anna (ITV1)
- 2008 : Outnumbered : Barbara (BBC1)